# Orpecovalva
Orpecovalva é um gênero de traça pertencente à família Agonoxenidae.